# Norweska Agencja Kosmiczna
Norweska Agencja Kosmiczna (NOSA) (dawniej Norweskie Centrum Kosmiczne (NSC); norw: Norsk Romsenter) – norweska agencja rządowa, która śledzi norweskie publiczne działania w przestrzeni kosmicznej. Celem NOSA jest zapewnienie, że Norwegia czerpie korzyści z każdej działalności kosmicznej, w którą się angażuje.
Agencja została założona w 1987 roku - początkowo pod nazwą Norweskie Centrum Kosmiczne - w związku z decyzją Norwegii o przystąpieniu do Europejskiej Agencji Kosmicznej (ESA). Działa jako agencja norweskiego Ministerstwa Handlu i Przemysłu. Jej celem jest prowadzenie działań kosmicznych, które są użyteczne dla społeczeństwa i przyczyniają się do rozwoju biznesu. Agencja jest również odpowiedzialna za ochronę i promowanie interesów Norwegii w ESA, programów kosmicznych UE oraz umów dwustronnych z innymi krajami. Siedziba NOSA znajduje się w Oslo.

## Historia
Norwegia jest zaangażowana w działalność kosmiczną od lat 60. ubiegłego wieku, na długo przed powstaniem agencji. 18 sierpnia 1962 r. z Andøya Space Center w Vesterålen w Norwegii wystrzelono pierwszą rakietę; od tego czasu obiekt ten jest regularnie wykorzystywany jako miejsce startu pojazdów kosmicznych. Do 2012 r. z norweskiej ziemi wystrzelono - wg ESA - ponad 1000 rakiet sondujących. Natomiast od lat 60. XX wieku Norwegia zaczęła rutynowo finansować badania nad komunikacją satelitarną, co pomogło temu krajowi rozwinąć się jako optymalne miejsce do odbioru danych z satelitów stacjonujących na orbicie polarnej. Norwegia była podobno pierwszym krajem, który wykorzystał komunikację satelitarną w głębi lądu, umożliwiając jej lepsze wsparcie dla przemysłu naftowego i odległych miejsc na pustkowiach Arktyki.
W 1987 r. Norwegia stała się państwem członkowskim Europejskiej Agencji Kosmicznej (ESA). W tym samym roku utworzono Norweskie Centrum Kosmiczne jako organ rządowy odpowiedzialny za organizację norweskich działań kosmicznych, w szczególności tych związanych z ESA i innymi działaniami międzynarodowymi, a także za koordynację działań krajowych. Jedną z jego ról jest zarządzanie i dystrybucja funduszy w celu jak najbardziej efektywnego wspierania sektora kosmicznego i przynoszenia korzyści norweskim interesom. Propozycje opracowywane przez organ są nadzorowane przez norweskie Ministerstwo Handlu i Przemysłu.
Od czasu założenia agencji, Norwegia nadal rozwija swoją działalność kosmiczną. W kraju znajduje się największa stacja naziemna globalnego systemu nawigacji satelitarnej (GNSS) Galileo. Norweskie komponenty zostały zintegrowane z wieloma satelitami, a także z rakietą nośną Ariane 5 i Międzynarodową Stacją Kosmiczną; różne misje kosmiczne również pozyskiwały technologie z Norwegii. Kraj był także miejscem testowania sprzętu przeznaczonego do użytku pozaziemskiego w celu oceny jego odporności na lokalne warunki.
W 1997 r. Centrum Kosmiczne Andøya zostało sprywatyzowane, w wyniku czego Norweskie Centrum Kosmiczne nabyło w nim 90% udziałów; centrum jest prowadzone na zasadach komercyjnych w celu podejmowania misji krajowych i międzynarodowych. W latach 2010. agencja była partnerem w rozwoju hybrydowej rakiety sondażowej Nucleus, która ma być bezpieczniejsza, tańsza i bardziej przyjazna dla środowiska niż poprzednie modele. W lutym 2019 r. Norweskie Centrum Kosmiczne zostało formalnie przemianowane na Norweską Agencję Kosmiczną; według dyrektor ds. komunikacji Marianne Moen, zmiana ta została wprowadzona w celu zmniejszenia zamieszania wokół funkcji organizacji i wyjaśnienia jej statusu jako organu rządowego.

## Space Norway
Space Norway to założona w 2014 roku norweska spółka kosmiczna powiązana z NOSA. Jej misją jest posiadanie i/lub dzierżawa infrastruktury kosmicznej, oraz inwestowanie w działania związane z przestrzenią kosmiczną. Chociaż działa jako komercyjna spółka z ograniczoną odpowiedzialnością, Space Norway jest w całości własnością rządu Norwegii. Space Norway otrzymała przydział 50% udziałów w Kongsberg Satellite Services, która specjalizuje się w odczytywaniu - dla różnych właścicieli satelitów - danych z orbitalnych satelitów obserwacji Ziemi. W lipcu 2019 r. Space Norway zawarła umowę z amerykańskimi firmami Northrop Grumman i SpaceX na budowę i uruchomienie odpowiednio systemu dwóch satelitów Arctic Satellite Broadband Mission (ASBM), którego uruchomienie zaplanowano na połowę 2024 r..